# Venezuela ved sommer-OL 2016
Venezuela deltog under Sommer-OL 2016 i Rio de Janeiro som blev arrangeret i perioden 25. august til 21. august 2016. Dette var attende gang landet deltog ved sommer-OL. 

## Medaljer
| 2016 Rio de Janeiro | Guld | Sølv | Bronze | Total |
| Venezuela           | 0    | 1    | 2      | 3     |

### Medaljevindere
| Venezuela under sommer-OL 2016 i Rio de Janeiro | Venezuela under sommer-OL 2016 i Rio de Janeiro | Venezuela under sommer-OL 2016 i Rio de Janeiro | Venezuela under sommer-OL 2016 i Rio de Janeiro | Venezuela under sommer-OL 2016 i Rio de Janeiro |
| Medalje                                         | Navn                                            | Sport                                           | Event                                           | Dato                                            |
| ----------------------------------------------- | ----------------------------------------------- | ----------------------------------------------- | ----------------------------------------------- | ----------------------------------------------- |
| Sølv                                            | Yulimar Rojas                                   | Atletik                                         | Trespring                                       | 14. august                                      |
| Bronze                                          | Yoel Finol                                      | Boksning                                        | Fluevægt                                        | 19. august                                      |
| Bronze                                          | Stefany Hernández                               | Cykling                                         | BMX                                             | 19. august                                      |

## Svømning

### Resultater
| Dato      | Disciplin   | H/D    | Udøver          | Indledende heat | Indledende heat | Semifinale          | Semifinale          | Finale              | Finale              |
| Dato      | Disciplin   | H/D    | Udøver          | Tid             | Placering       | Tid                 | Placering           | Tid                 | Placering           |
| --------- | ----------- | ------ | --------------- | --------------- | --------------- | ------------------- | ------------------- | ------------------- | ------------------- |
| 6. august | 100 m bryst | Herrer | Carlos Claverie | 1:01,13         | =30             | ude af konkurrencen | ude af konkurrencen | ude af konkurrencen | ude af konkurrencen |